# 850-es évek
Évszázadok: 8. század – 9. század – 10. század
Évtizedek: 800-as évek – 810-es évek – 820-as évek – 830-as évek – 840-es évek – 850-es évek – 860-as évek – 870-es évek – 880-as évek – 890-es évek – 900-as évek
Évek: 850 851 852 853 854 855 856 857 858 859

## Híres személyek
- II. (Kopasz) Károly nyugati frank király
- Német Lajos keleti frank király
- I. Lothár frank császár
- I. Kenneth skót király
- Fekete Halfdan, az első norvég király apja